# Moorburg
Moorburg, en baix alemany Moorborg oder Murborg és un barri del districte d'Harburg al sud-oest de l'estat d'Hamburg a Alemanya. És una antiga illa fluvial que era formada per l'Alte Süderelbe, un braç de l'Elba i del Moorburger Landscheide. A la fi de 2010 tenia 766 habitants a una superfície de 10 km².

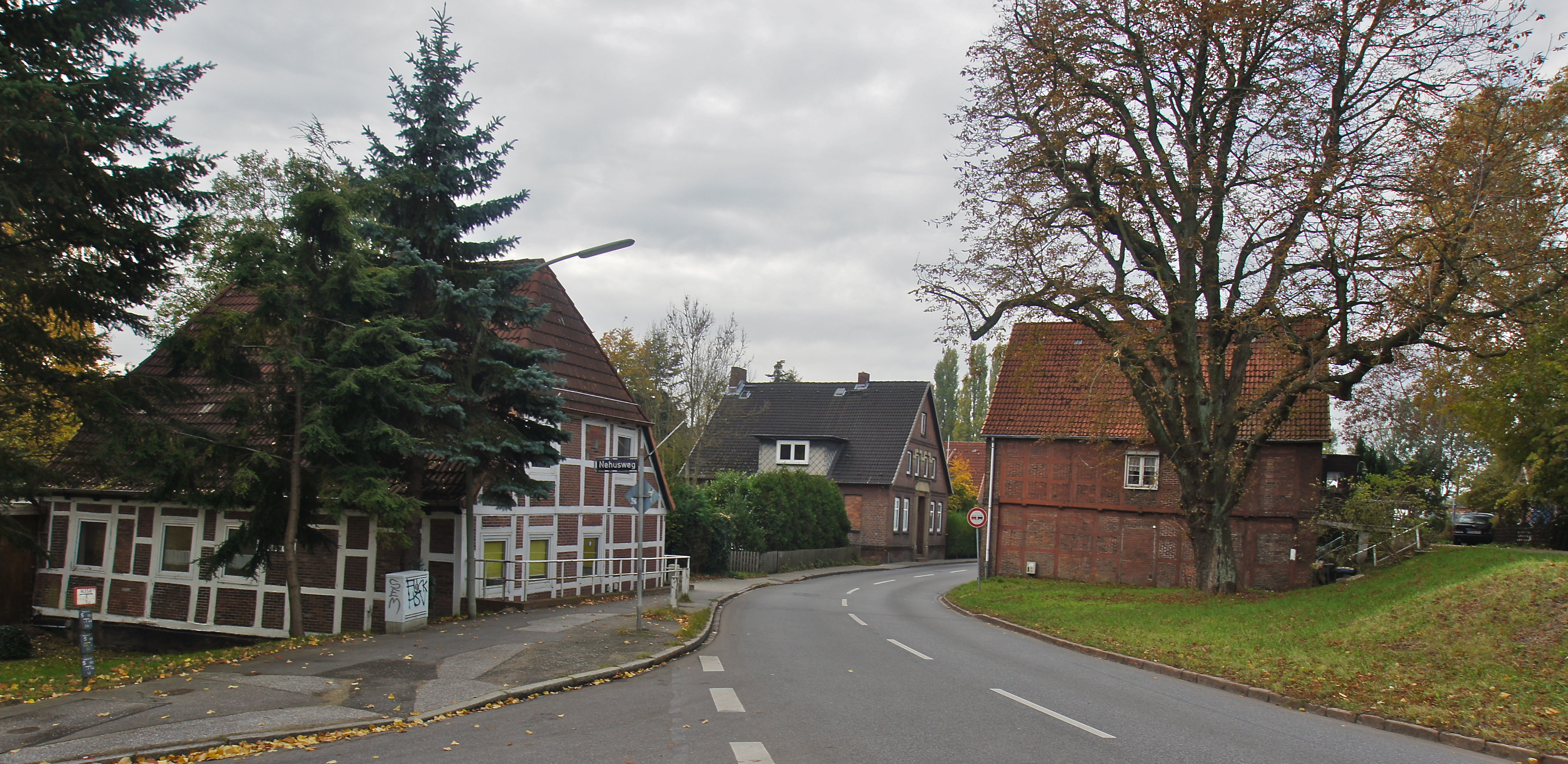
Cases d'entramat de fusta a l'angle del carrer Nehusweg i Moorburger Elbdeich

Com pel seu veí més llarg d'Harburg, el nom significa castell (burg) a l'aiguamoll (moor).

## Història

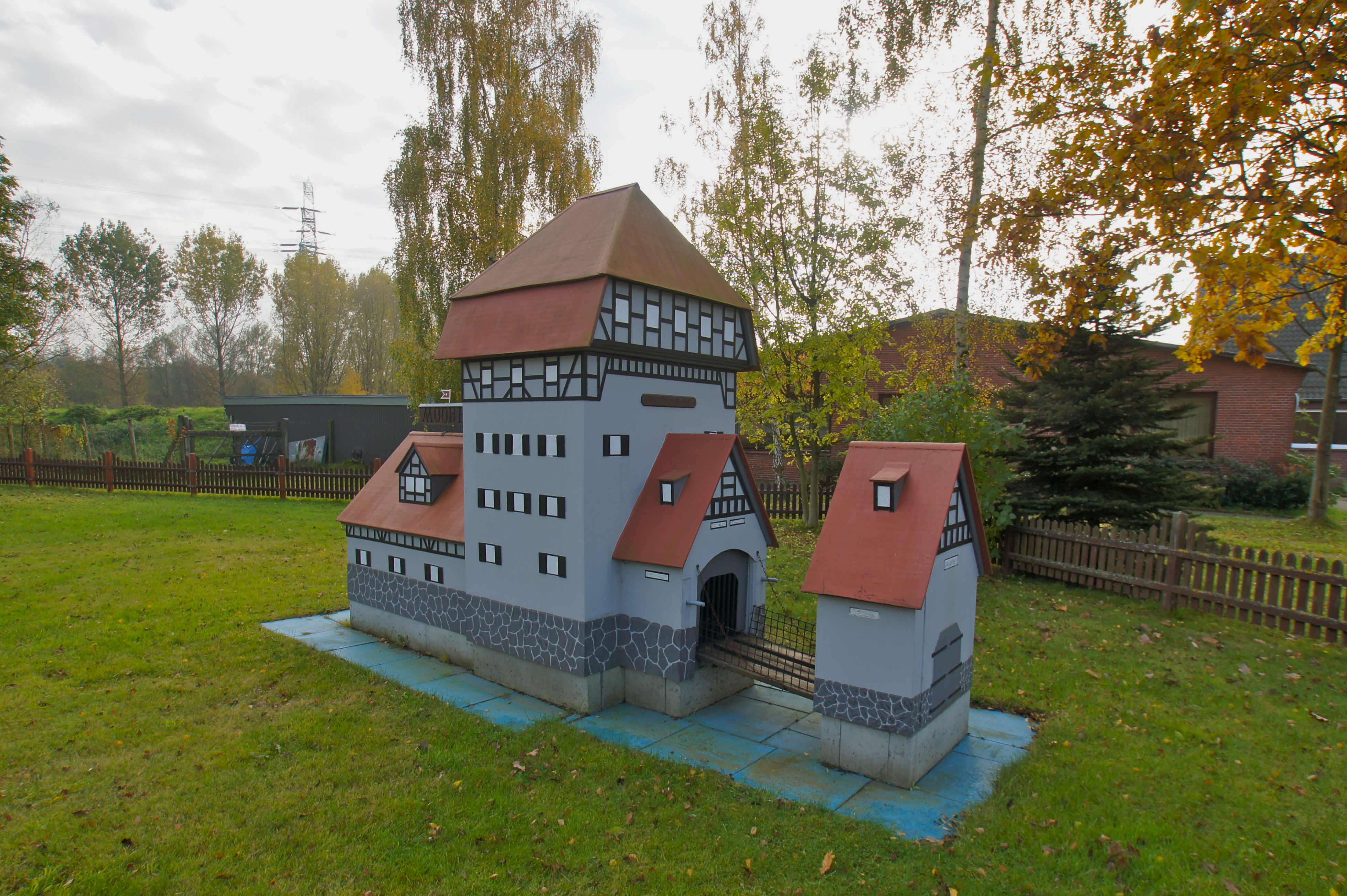
Maqueta del Moorburg desaparegut

El primer esment escrit data del 1309, quan es parlava d'un aiguamoll Glindesmoor i d'un prat humit Reetwisch que pertanyien a la casa de Braunschweig-Lüneburg. El 1375, la ciutat d'Hamburg va comprar ambdues parcel·les per a raons d'estratègia comercial. La ciutat tenia el dret d'emmagatzematge (Stapelrecht): un dret presumptivament atorgat en una lletra de l'emperador Frederic I. Aquest ús obligava els comerciants que passaven per l'Elba davant Hamburg de posar en venda tota la mercaderia, els productes que nos es venien dins de la ciutat, es gravaven d'un peatge. Per tal d'evitar-lo, molts vaixells bifurcaven vers l'Elba meridional, fora de la zona d'influència d'Hamburg. En adquirir aquestes terres, la ciutat volia tancar aquesta escapatòria.
Per defensar els seus interessos comercials, el consell va construir des de 1390 un castell, el Moorburg, pujar dics i excavar weterings per a protegir-les noves terres de conreu contra l'aigua alta. Als veïns, els ducs de Brunsvic-Lüneburg, tot això no va gaire agradar el que va conduir a 200 anys de contenciós judicial. Otó II de Brunsvic-Harburg va intentar un plet que només va terminar-se el 1619 sota el seu fill Guillem August en favor d'Hamburg, que va obtenir la confirmació definitiva del seu dret. Al mateix temps, el castell va perdre el seu paper militar i el 1819 va ser derrocat.
El poble va sumir-se com una Bella Dorment en un somni de conreu (horticultura) i de ramaderia, quasi en autarquia. A mitjan segle xix va obtenir un atracador per als transbordadors des de la ciutat i esdevenir un lloc d'excursions, el que va fer néixer uns establiments hospitalaris.

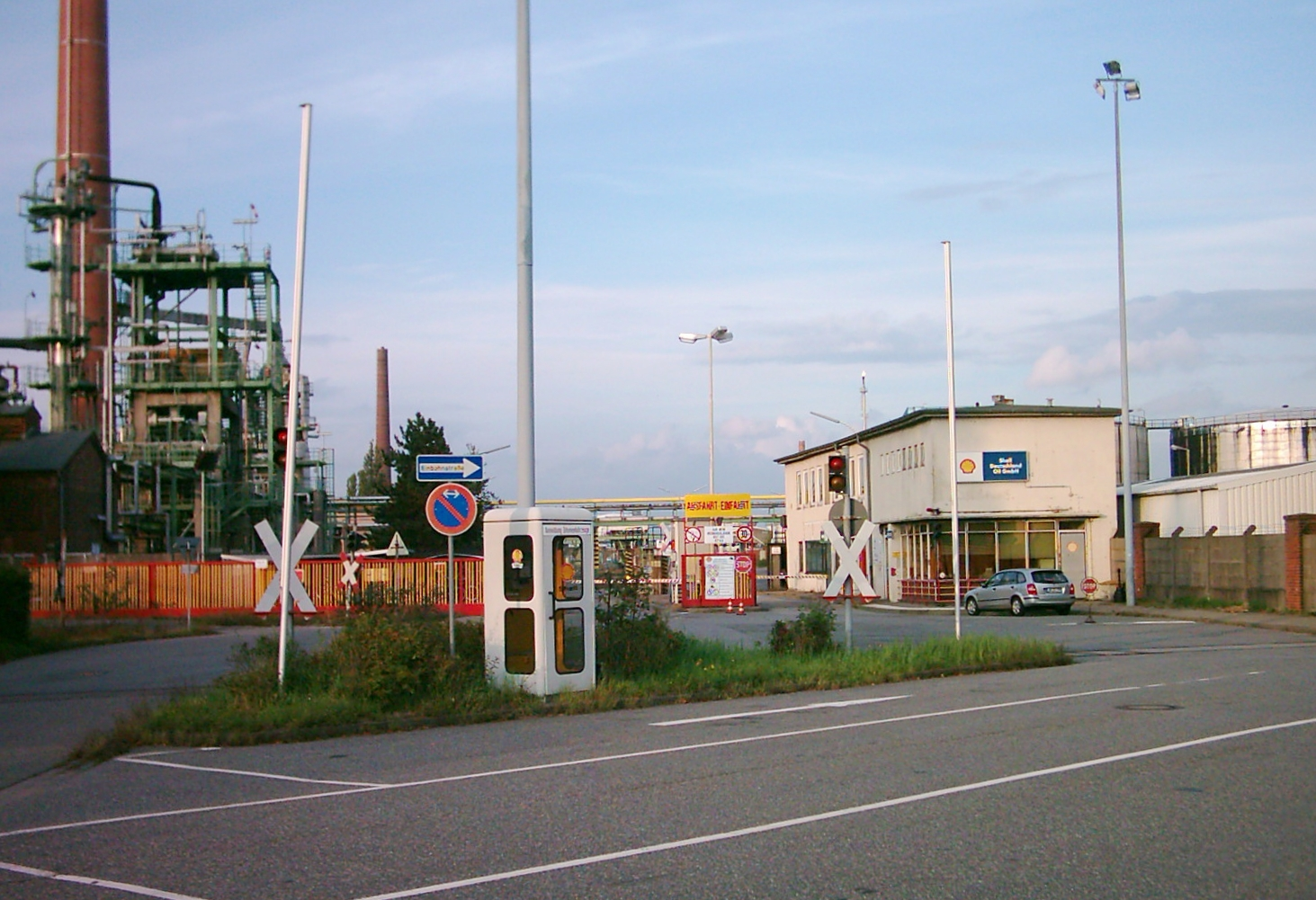
Entrada d'una refineria

Ja des de l'inici del segle xx, la ciutat d'Hamburg va començar a comprar parcel·les i cases amb la intenció d'eixamplar el port. Les dues guerres mundials van atardar aquest projecte. Un primer polígon industrial va crear-se el 1950 al sud del poble vers la quarta dàrsena del port d'Harburg on s'establiren dues refineries de petroli i una central tèrmica. El 1962, el poble va ser víctima de l'aigua alta, que va atènyer entre 1 i 2 metres. El 1981, el senat d'Hamburg va decidir l'expropiació de tot el poble però va haver de canviar d'opció davant la resistència de la població. Per a dificultar l'expropiació, 600 ciutadans i entitats d'arreu al món van comprar junts una casa hi crear així una tanca burocràtica considerable pels expropiadors. La casa va batejar-se «El Moorburg»i esdevenir un lloc comunitari per a moltes associacions cíviques.
Tot i que queda llistada com terra d'eixample del port, sembla que la part a l'interior del dic de l'Elba i del dic principal (Hauptdeich) sera mantinguda com a zona d'habitatge i zona verd, als menys fins al 2035.

## Llocs d'interès
- El pont de Kattwyk
- Església de Maria Magdalena
- El passeig als dics

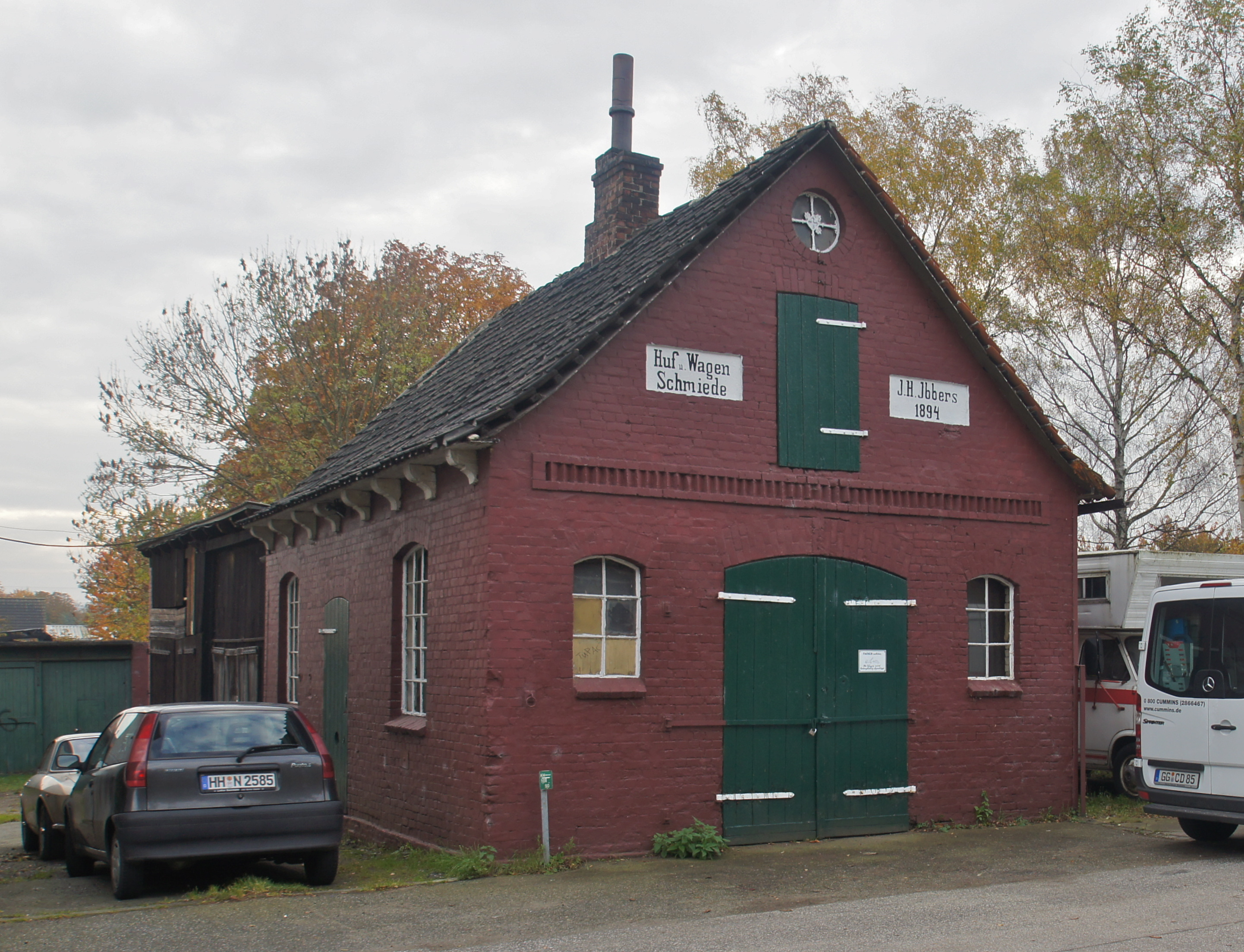
Antiga forja
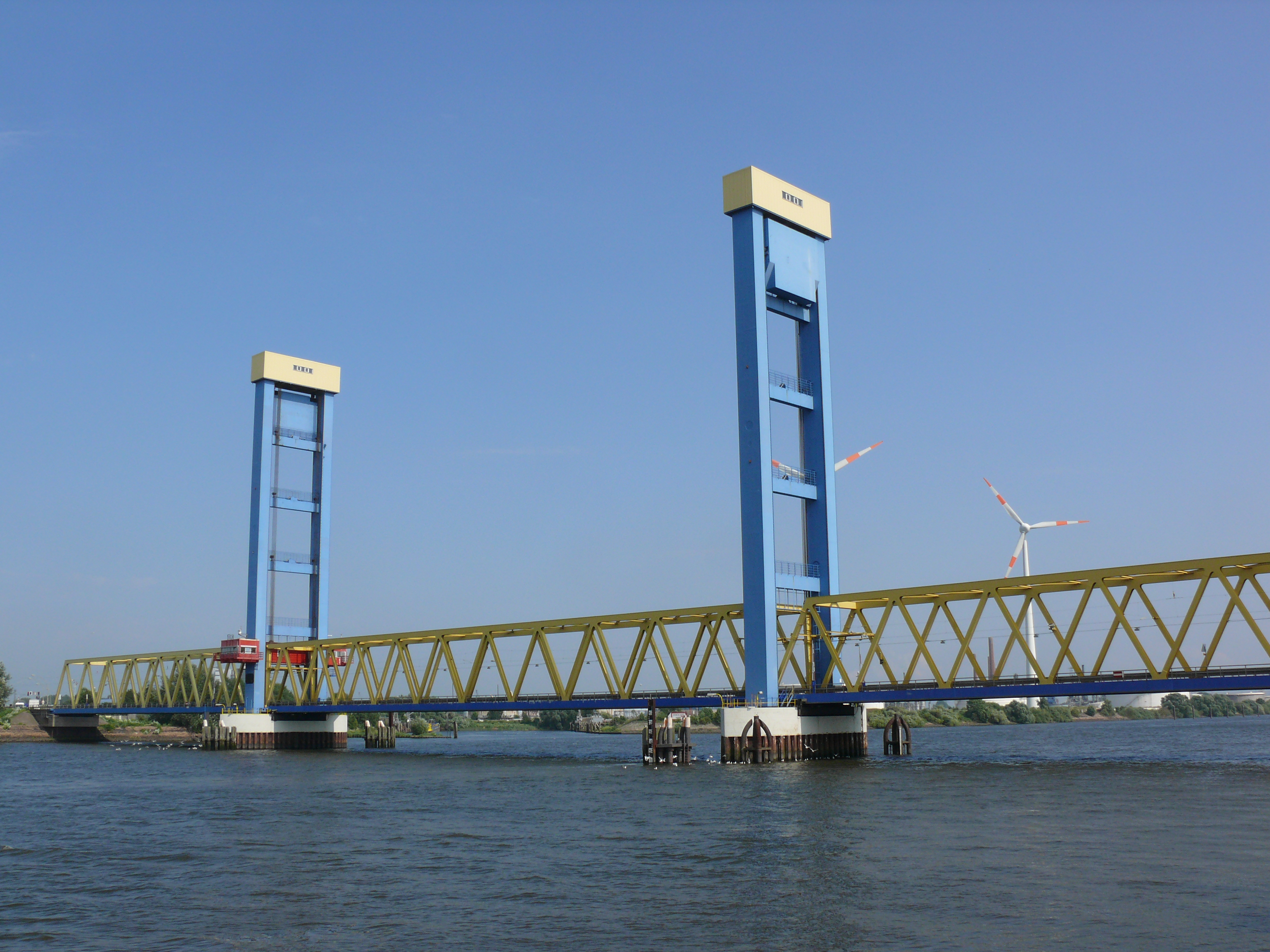
El pont de Kattwyk
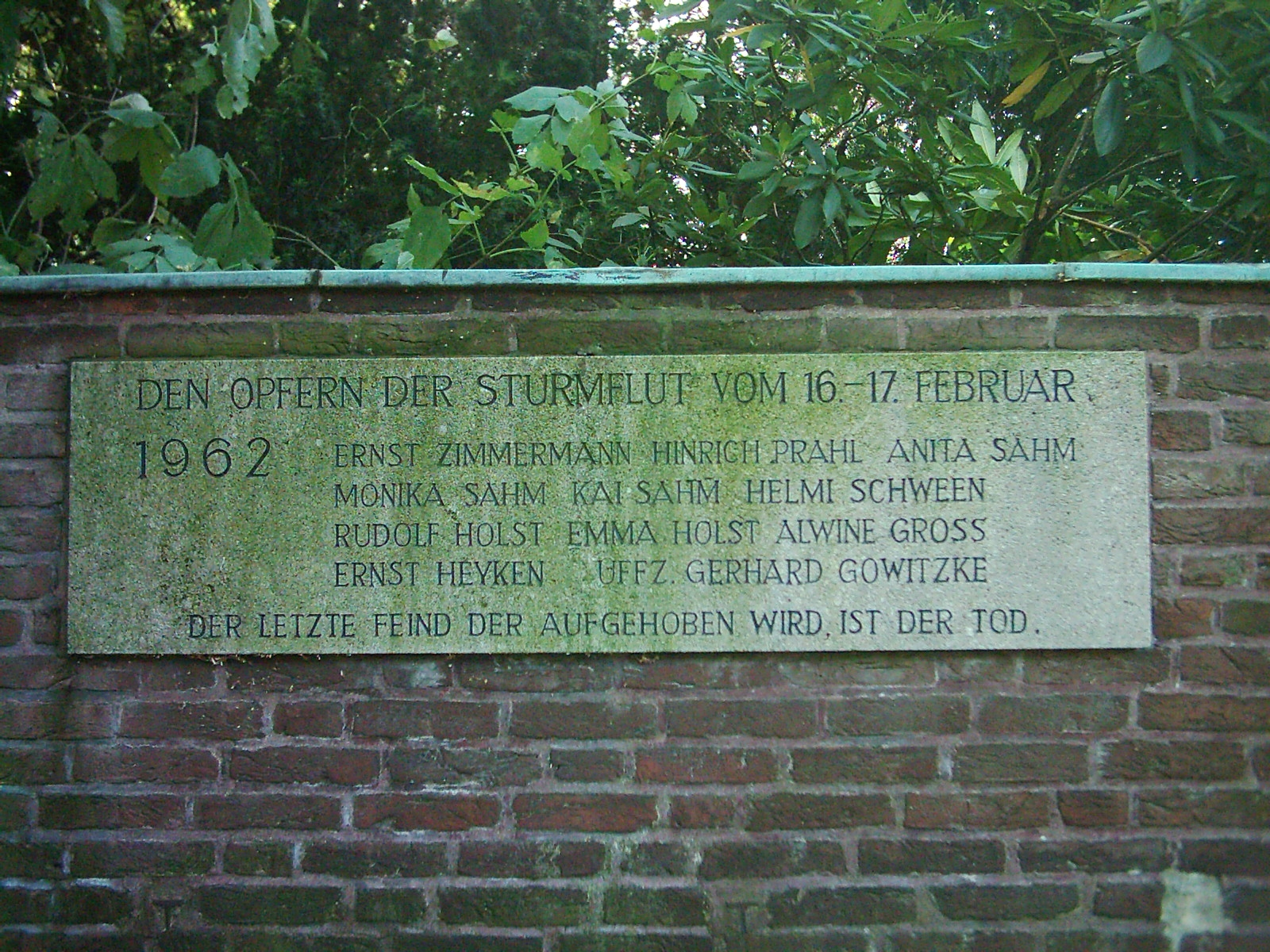
Monument a les víctimes de l'aigua alta de 1962
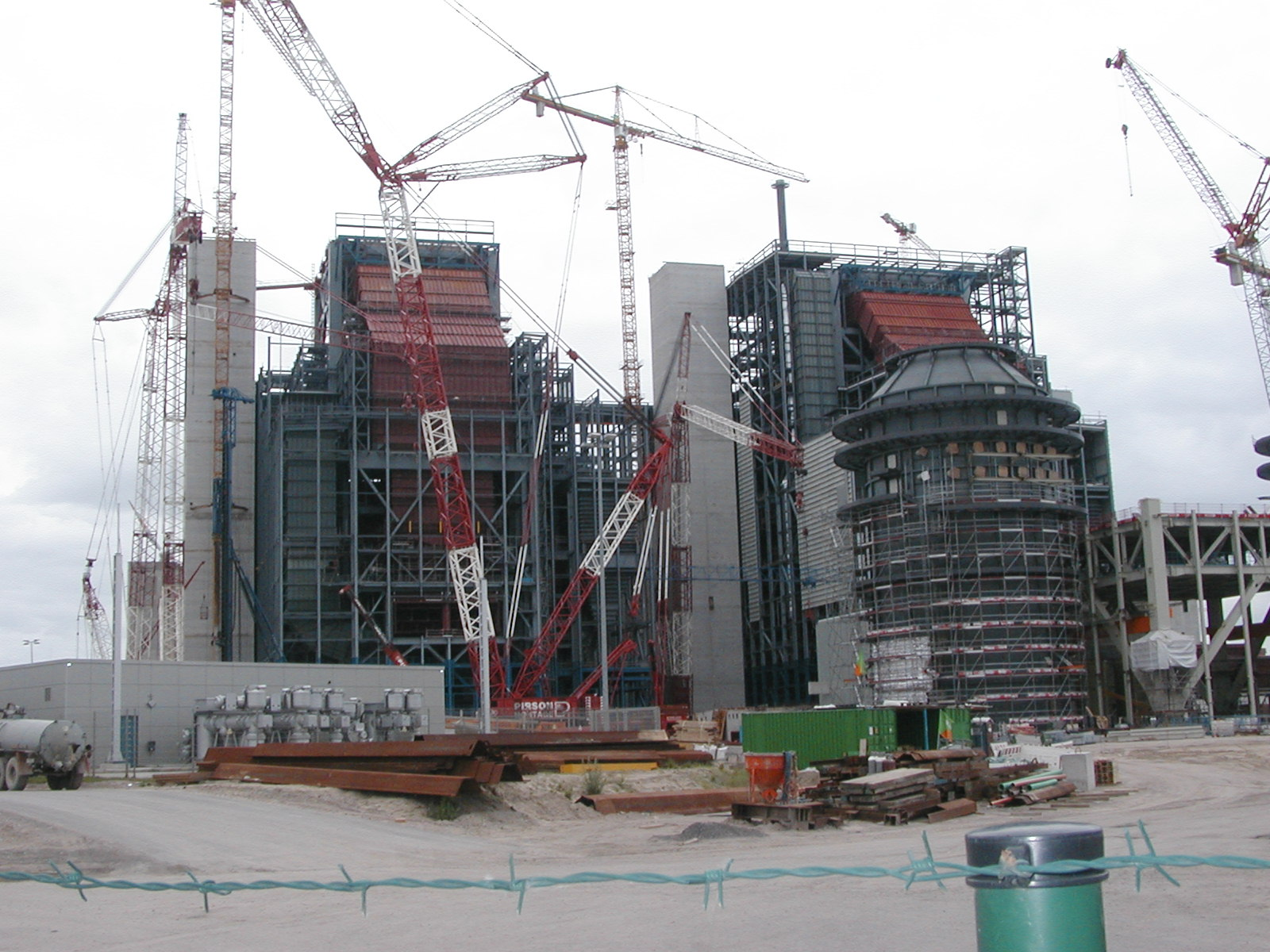
La nova central tèrmica en construcció (2010)
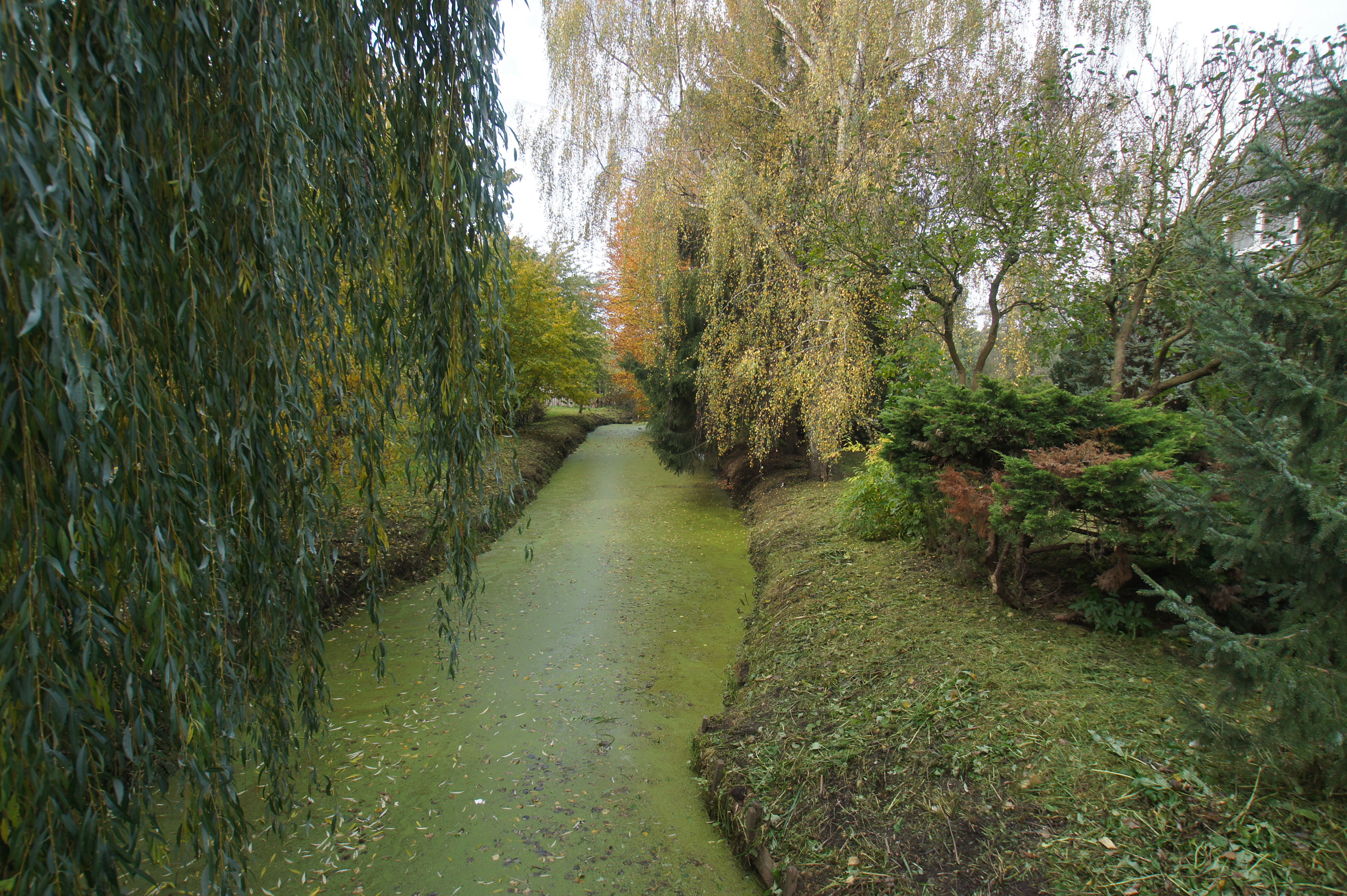
L'Obenburger Schleusengraben
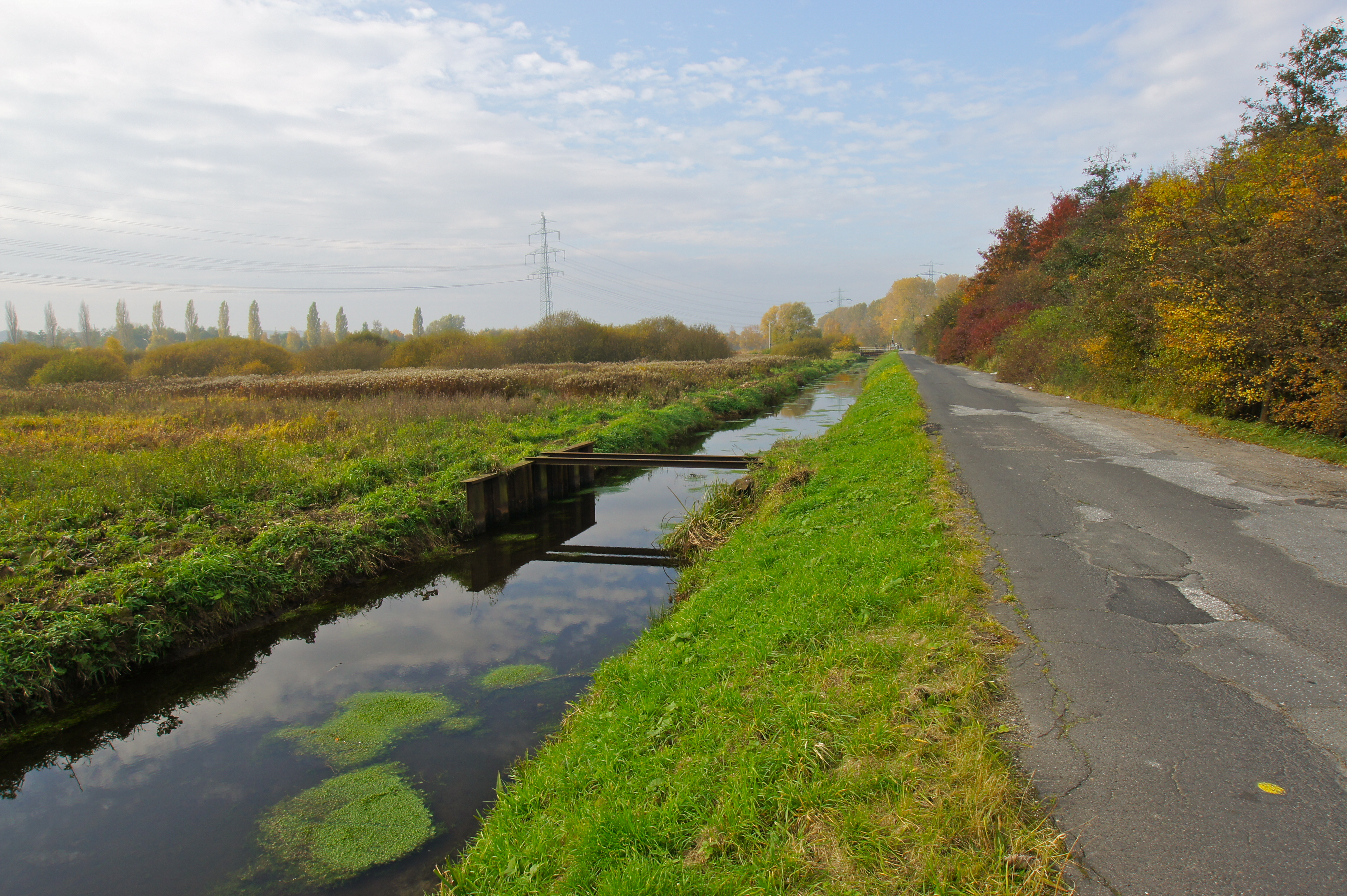
El Landscheide a la frontera amb Heimfeld